# Liga Argentina de Béisbol 2017
La Liga Argentina de Béisbol 2017 es la primera edición del béisbol en Argentina. Se inició 29 de agosto con un total de seis equipos de 4 ciudades diferentes. El campeón disputará la Serie Latinoamericana 2018 en representación de Argentina en Nicaragua.

## Equipos participantes
| Franquicia | Club Propietario      | Fundación | Ciudad  | Estadio                         | Aforo |
| ---------- | --------------------- | --------- | ------- | ------------------------------- | ----- |
| Águilas    | Club Los Cachorros    | 1982      | Salta   |                                 |       |
| Cóndores   | Arias Béisbol Club    | 2006      | Córdoba | San Martín                      |       |
| Falcons    | Club Dolphins         | 2003      | Córdoba | Dolphin Arena                   |       |
| Infernales | Popeye Béisbol Club   | 1962      | Salta   | Estadio José Ismael Jesús Gómez |       |
| Pampas     | Atlético Béisbol Club | 1992      | Salta   | Chachapoya Grand Stadium        |       |
| Pumas      | Club Dolphins         | 1962      | Córdoba | Dolphin Arena                   |       |

## Temporada regular
Disputada en forma de todos contra todos del 25 de agosto al 29 de noviembre.

### Zona Norte
| Pos | Equipo     | J  | V  | D  | Avg   | PD   |
| --- | ---------- | -- | -- | -- | ----- | ---- |
| 1.  | Infernales | 27 | 17 | 10 | 0.654 | --   |
| 2.  | Pampas     | 27 | 14 | 13 | 0.519 | -3,0 |
| 3.  | Águilas    | 27 | 11 | 16 | 0.407 | -6,0 |

### Zona Sur
| Pos | Equipo   | J  | V  | D  | Avg   | PD    |
| --- | -------- | -- | -- | -- | ----- | ----- |
| 1.  | Falcons  | 26 | 21 | 5  | 0.808 | --    |
| 2.  | Cóndores | 27 | 14 | 13 | 0.519 | -7,5  |
| 3.  | Pumas    | 26 | 3  | 23 | 0.115 | -18,0 |

|  |                             |
|  | Clasificados a Semifinales. |

## Semifinales
Se disputará del 8 al 10 de diciembre en forma de todos contra todos.
| Pos | Equipo     | J | V | D | Avg   | PD   |
| --- | ---------- | - | - | - | ----- | ---- |
| 1.  | Infernales | 3 | 3 | 0 | 1.000 | --   |
| 2.  | Falcons    | 3 | 2 | 1 | 0.667 | -1,0 |
| 3.  | Cóndores   | 3 | 1 | 2 | 0.333 | -2,0 |
| 4.  | Pampas     | 3 | 0 | 3 | 0.000 | -3,0 |

|  |                        |
|  | Clasificados al Final. |

## Final
Disputado desde el 15 de diciembre.
| Pos | Equipo     | V | D | J | Avg   | PD   |
| --- | ---------- | - | - | - | ----- | ---- |
| 1.  | Infernales | 3 | 3 | 0 | 1.000 | --   |
| 2.  | Falcons    | 3 | 0 | 3 | 0.000 | -3,0 |

|  |          |
|  | Campeón. |

### Juego 1
| Equipo     | 1 | 2 | 3 | 4 | 5 | 6 | 7 | 8 | 9 | C | H | E |
| ---------- | - | - | - | - | - | - | - | - | - | - | - | - |
| Falcons    | 0 | 0 | 0 | 0 | 0 | 0 | 1 | 0 | 3 | 4 | 7 | 4 |
| Infernales | 0 | 2 | 1 | 1 | 0 | 0 | 0 | 2 | X | 6 | 9 | 1 |

LG:   LP:   SV:   

### Juego 2
| Equipo     | 1 | 2 | 3 | 4 | 5 | 6 | 7 | 8 | 9 | C | H | E |
| ---------- | - | - | - | - | - | - | - | - | - | - | - | - |
| Falcons    | 0 | 0 | 0 | 0 | 1 | 0 | 0 | - | - | 1 | 4 | 2 |
| Infernales | 1 | 1 | 0 | 2 | 0 | 3 | X | - | - | 7 | 8 | 3 |

LG:   LP:   SV:   

### Juego 3
| Equipo     | 1 | 2 | 3 | 4 | 5 | 6 | 7 | 8 | 9 | C | H  | E |
| ---------- | - | - | - | - | - | - | - | - | - | - | -- | - |
| Infernales | 1 | 0 | 3 | 1 | 0 | 4 | 0 | - | - | 9 | 11 | 1 |
| Falcons    | 0 | 1 | 2 | 1 | 0 | 0 | 0 | - | - | 4 | 7  | 3 |

LG:   LP:   SV:   

|                                           |
| Campeón Infernales de Salta Primer título |